# Tiberio Emilio Mamercino (console 339 a.C.)
Tiberio Emilio Mamercino (fl. IV secolo a.C.) è stato un politico e generale romano.

## Biografia
Fu eletto console nel 339 a.C. insieme al collega Quinto Publilio Filone.
Tiberio Emilio, insieme al collega plebeo Quinto Publilio, condusse i romani alla vittoria contro i Latini nella pianura Fenectana; in seguito, appena egli, cui era stato affidato il compito di guidare l'esercito per espugnare Pedo, venne a sapere che al collega console era stato concesso il trionfo dal Senato, lasciò l'assedio e tornò a Roma con la pretesa che anche a lui fosse dato il medesimo onore. Di fronte al diniego del Senato, Tiberio Emilio reagì nominando il collega Quinto Publilio dittatore, in funzione anti-senatoriale.